# Церковь Воздвижения Честного Креста Господня (Мишеронский)
Церковь Воздвижения Честного Креста Господня — утраченный православный храм в рабочем посёлке Мишеронский Шатурского района Московской области, действовавший в 1902—1930 годах.

## История
Строительство церкви на Мишеронском стекольном заводе началось в 1900 году купцами Николаем и Иваном Костеревыми, наследниками и хозяевами местного стекольного завода.
Согласно проекту на первом этаже находился храм Воздвижения Честного Креста Господня с престолом Святителя Николая Чудотворца и приделом Покрова Пресвятой Богородицы, а на втором этаже размещалась церковно-приходская школа на 78 учеников.
20 августа 1902 года храм и школа были торжественно освящены.
В 1930 году храм был закрыт, а здание использовалось в качестве школы до 1965 года. Впоследствии в здании располагалась больница
В связи с реформой Министерства здравоохранения, в 2015 году больница была закрыта. В том же году здание было передано Министерством здравоохранения Московской области в распоряжение Русской Православной Церкви.
Указом Митрополита Крутицкого и Коломенского Ювеналием настоятелем храма был назначен священник Иоанн Депутатов.
День рождения прихода 11 мая 2015 года. В этот день состоялось собрание, которое возглавил благочинный Шатурского округа архимандрит Никон (Матюшков), на котором были избраны 10 членов церковной общины.
На сегодняшний день, восстановление храма идет без привлечения инвестиций от меценатов и государства, а только силами "Семейного прихода" (так на первом собрании всех участников и будущих прихожан назвал сам настоятель отец Иоанн), т.е. все работы проводятся своими силами с Помощью Божией.